# Billy Klüver
Johan Wilhelm Billy Klüver, född den 13 november 1927 i Monaco, död den 20 mars 2004, var en svensk civilingenjör (KTH) och konstnär, främst verksam i USA.
Klüver studerade elektroteknik vid KTH och arbetade vid Bell Labs i USA från 1958 till 1968. Klüver var chef för Experiments in Art and Technology som är en stiftelse han grundade tillsammans med Robert Rauschenberg, Robert Whiteman och Fred Waldhauer 1966. Han samarbetade med bland andra John Cage, Öyvind Fahlström, Jean Tinguely, Jasper Johns, Yvonne Rainer, Robert Rauschenberg och Andy Warhol. Klüvers samarbete med konstnärer bidrog till att etablera multimediakonst på 1960-talet.
Klüver var son till Johan Wilhelm Klüver och halvbror till Björn Tarras-Wahlberg, Lorentz Lyttkens och Åse Lyttkens.